# Jean Beaupère
« Beaupère » redirige ici. Pour l’article homophone, voir Beau-père.
Jean Beaupère, né vers 1380 à Nevers et mort à Besançon en 1462 ou 1463, se fit remarquer lors du procès de Jeanne d'Arc en 1431.
Ancien recteur de l'Université de Paris (1412 et 1413), ami de l'évêque Pierre Cauchon, protégé du duc de Bedford, il fut chargé d'interroger à plusieurs reprises Jeanne d'Arc. Elle lui décocha quelques-unes de ses plus insolentes ripostes. Il n'assista pas à son supplice.
Il participa au concile de Bâle.
Lors de l'enquête royale de 1450, il se trouvait à Rouen pour revendiquer sa prébende canoniale après l'entrée de Charles VII ; il fut interrogé. Il se flatta d'être bon français. Il maintint sa position sur les apparitions et sur l'innocence bien subtile de Jeanne d'Arc. 
Jean Beaupère fut chanoine de Notre-Dame de Paris, de Besançon, de Laon puis, en 1430, de Rouen (mais il ne parvint pas à entrer au chapitre des chanoines d'Autun).